# Marko Mladenović (Fußballspieler)
Marko Mladenović (serbisch-kyrillisch Марко Младеновић; * 30. Januar 2005 in Nürtingen) ist ein serbisch-deutscher Fußballspieler. Der offensive Mittelfeldspieler steht in der höchsten Spielklasse Serbiens bei FK Vojvodina unter Vertrag und ist serbischer U19-Nationalspieler.

## Karriere

### Verein
Mladenović begann das Fußballspielen als Sechsjähriger bei den Stuttgarter Kickers. Dort durchlief er zahlreiche Jugendmannschaften, ehe der Mittelfeldspieler im Juli 2022 zu Eintracht Frankfurt wechselte. Für die Hessen kam er im Herbst 2022 zu zwei Einsätzen für die zweite Mannschaft in der Hessenliga, vorrangig wurde der Serbe jedoch in der U19 der Frankfurter eingesetzt. Mit der Mannschaft spielte er in der A-Junioren-Bundesliga Süd/Südwest und nahm mit ihr in der Spielzeit 2022/23 auch an der UEFA Youth League teil. Mitte April 2024 stand Mladenović beim Bundesliga-Spiel gegen den VfB Stuttgart erstmals im Kader der ersten Mannschaft und kam mit einer Einwechslung kurz vor Spielende zu seinem Profidebüt.
Im Sommer 2024 wechselte Mladenović zum serbischen Erstligaverein FK Vojvodina.

### Nationalmannschaft
Mladenović spielt für serbische Juniorennationalmannschaften. Für die U19 kam er seit September 2023 zu elf Einsätzen, in denen er zwei Tore erzielte.

## Erfolge
- Torschützenkönig der A-Junioren-Bundesliga Süd/Südwest: 2024 (mit Max Moerstedt)